# Polymixis germana
Polymixis germana är en fjärilsart som beskrevs av Rothschild 1914. Polymixis germana ingår i släktet Polymixis och familjen nattflyn. Inga underarter finns listade i Catalogue of Life.